# Ida Baccini
Ida Baccini (* 16. Mai 1850 in Florenz; † 28. Februar 1911 ebenda) war eine italienische Schriftstellerin und Journalistin.
Die Tochter des Verlegers Leopoldo Baccini verbrachte ihre Jugend ab 1857 in Genua und ab 1859 in Livorno. Nach geschäftlichen Verlusten des Vaters kehrte die Familie 1865 nach Florenz zurück. 1868 heiratete Baccini den Bildhauer Vincenco Cerri, von dem sie sich jedoch nach drei Jahren trennte; die Ehe wurde 1875 geschieden. Nach einer kurzen Ausbildung unterrichtete sie von 1872 bis 1878 an einer Elementarschule.
Ab 1875 veröffentlichte sie, zunächst anonym, ihr erstes Buch Le memorie di un pulcino. Nach dessen unerwartetem Erfolg erschien die zweite Auflage unter ihrem Namen. Daneben veröffentlichte in der Gazetta deln Popolo und schrieb unter dem Pseudonym Cenerantola Artikel für die Zeitschrift Vedetta. In der Gazetta d'Italia und der Rivista Europea erschienen literarische Rezensionen unter dem Namen ihres Sohnes, Manfredo Baccini. 1878 gab sie ihre Lehrtätigkeit auf und begann, für das Verlagshaus Treves und Fernando Martinis Fanfulla della Domenica zu arbeiten. 
Sie stand bald in engem Kontakt zu Autoren wie Carlo Collodi und Giuseppe Rigutini und traf auf Reisen nach Mailand und Rom mit Matilde Serao zusammen. Sie übernahm dann die Leitung von Angelo di Gubernatis’ Literaturzeitschrift Cordelia. 1895 gründete sie das Giornale dei Bambini, für das sie unter unterschiedlichen Pseudonymen praktisch alle Beiträge selbst schrieb. 1906 wurde die Zeitschrift mit dem Giornalino della Domenica fusioniert.
Baccini veröffentlichte mehr als einhundert Bücher, neben Romanen für Erwachsene (u. a. Vita borghese, 1884; Storia di Firenze, 1887; Storia di una donna, 1888; Scintille nell'ombra, 1910) waren es vor allem Kinderbücher. Als eine der ersten Autorinnen führte sie statt der bis dahin vorherrschenden vordergründigen didaktischen Belehrung einen phantastischen Realismus in die Kinderliteratur ein und beeinflusste und inspirierte damit die Werke zeitgenössischer Autoren wie Maria Bartolini (Il mio pulcino), Cesare Dei (Il viaggio del pulcino Pip), Cesarina Lorenzini (Il pulcino verde), Milla Vignini Paloschi (Ciò Ciò) und Giannino Falzone Fontanelli (Le avventure de un pulcino).